# Вильямарин, Эдгар
Э́дгар Арге́дас Ха́рри Вильямари́н (исп. Edgar Arguedas Harry Villamarín; род. 1 апреля 1982, Лима) — перуанский футболист, защитник. Выступал в сборной Перу.

## Биография
Выступал за перуанские команды: «Спортинг Кристал», «Атлетико Универсидад», «Унион Уараль», «Сьенсиано». Участник Кубка Либертадорес.
В феврале 2008 года подписал трёхлетний контракт с одесским «Черноморцем». В чемпионате Украины дебютировал 1 марта 2008 года в матче против «Нефтяник-Укрнафта» (0:1). В команде не смог закрепиться и в декабре 2008 год был выставлен на трансфер.
В январе 2009 года перешёл в «Университарио». В 2010—2013 годах выступал за «Альянсу Лиму», а с 2014 года играл за ФБК «Мельгар». Завершил карьеру в 2019 году в клубе «Универсидад Сесар Вальехо».
С января 2021 года работает спортивным директором «Мельгара».
В составе сборной Перу участвовал в Кубке Америки 2007 в Венесуэле.

## Достижения
- Чемпион Перу (2): 2009, 2015
- Победитель Второго дивизиона Перу (1): 2018